# Westland Aircraft
Westland Aircraft, senere Westland Helicopters, var en britisk producent af fly, som blev stiftet kort før 2. verdenskrig. Under krigen producerede virksomheden flere designs med begrænset succes, men dens Lysander blev et vigtigt observationsfly for RAF. Efter krigen begyndte virksomheden at fokusere på helikoptere og blev siden hen slået sammen med flere andre britiske virksomheder og skabte Westland Helicopters i 1961. I 2000 blev virksomheden fusioneret med italienske Agusta og blev til AgustaWestland.